# Classe Ramadan
Pour les articles homonymes, voir Ramadan (homonymie).
La classe Ramadan est une série de patrouilleurs lance-missiles de la marine égyptienne. En tout, six bâtiments sont produits au Royaume-Uni par Vosper Thornycroft entre 1977 et 1980.

## Historique
Dans les années 1970, le rôle de patrouille est principalement assumé au sein de la marine égyptienne par des vedettes lance-missiles d’origine soviétique. L’Égypte dispose ainsi de six navires de classe Osa 1, quatre de classe Komar et six de classe October, variante locale de la classe Komar. Ces unités sont toutefois vieillissantes, et la rupture avec l’Union Soviétique en 1977 ferme la porte à leur remplacement par des modèles soviétiques plus modernes.
L’Égypte se tourne alors vers le Royaume-Uni et commande en 1977 six patrouilleurs lance-missiles aux chantiers navals Vosper Thornycroft, pour un total de cent cinquante millions de livres sterling. Le premier navire, le Ramadan est lancé en 1979 et le dernier, le Badr, en 1980. Ces six navires ne pouvant remplacer à eux seuls l’ensemble des anciennes unités, un programme de modernisation de celles-ci est lancé en parallèle.

## Caractéristiques
Les navires de la classe Ramadan sont des patrouilleurs de 52 m déplaçant 312 t à pleine charge pour un tirant d’eau de 2 m. Leurs quatre moteurs Diesel MTU développent au total 17 150 ch sur quatre arbres, ce qui leur permet d’atteindre une vitesse maximale de 40 nœuds. L’équipage est de quarante marins.
La classe Ramadan est conçue comme une réponse aux vedettes lance-missiles israéliennes de Classe Sa'ar et Reshef. L’armement principal est constitué de quatre conteneurs lanceurs de missiles SSM Mk 1 et d’un canon de 76 mm OTO-Melara situé dans une tourelle à l’avant. Cette arme polyvalente permet d’engager des cibles jusqu’à 15 000 m en surface et des aéronefs jusqu’à 7 000 m. L’armement secondaire comprend notamment sur la plage arrière une tourelle dotée de deux canons antiaériens jumelées Breda de 40 mm. La direction du tir et la veille sont assurés par un radar S820, un radar S810, deux radars ST802 et un système de conduite de tir Marconi Sapphire. L’équipement électronique est complété par un système de contre-mesures électroniques Cutlass.

## Navires
Les six navires prévus ont été réalisés. Il s’agit, dans l’ordre de lancement, des Ramadan, Khyber, El Kadesseya, El Yarmouk, Hettein et Badr.